# 格雷藏布埃尔
格雷藏布埃尔（法語：Grez-en-Bouère）是法国马耶讷省的一个市镇，属于贡捷堡区。该市镇总面积27.29平方公里，2009年时的人口为994人。

## 人口
格雷藏布埃尔人口变化图示